# Hockey in-line ai II World Skate Games
Le competizioni di Hockey in-line ai II World Skate Games si sono svolte dal 29 giugno al 13 luglio 2019 a Barcellona, in Spagna

## Podi

### Uomini
| Evento        | Oro         | Argento     | Bronzo  |
| Torneo Senior | Stati Uniti | Rep. Ceca   | Francia |
| Torneo Junior | Rep. Ceca   | Stati Uniti | Spagna  |

### Donne
| Evento        | Oro         | Argento     | Bronzo |
| Torneo Senior | Stati Uniti | Rep. Ceca   | Spagna |
| Torneo Junior | Spagna      | Stati Uniti | Canada |